# Oferta pública de venta
Una oferta pública de venta (OPV) es una operación que se realiza a través del mercado bursátil, mediante la cual un ofertante pone a la venta algún activo financiero de una empresa o una sociedad. Se denomina también salir a bolsa, salida a bolsa o salir a cotizar al mercado.
La oferta pública de venta comprende la oferta pública general (la que se dirige al público en general) y la oferta pública restringida (la que se dirige a determinados grupos restringidos).

## Procedimiento
Un inversor interesado primero accede a la voluntad de poder comprar el activo financiero (voluntad de compra), y posteriormente dependiendo del número suficiente de contestaciones de compra y de las condiciones, se realizará la compraventa correspondiente.
El vendedor puede ser la propia empresa, uno, varios o todos los accionistas mayoritarios. Los activos financieros ofrecidos en venta pueden ser obligaciones, pagarés o acciones. Las acciones ofrecidas pueden ser parte o la totalidad de la empresa. Los vendedores deberán presentar un folleto donde se expliquen las condiciones de la OPV, que son registradas y verificadas por el órgano regulador de la bolsa correspondiente. 
El folleto informativo se pone a disposición de los interesados gratuitamente, que podrán aceptarlo o no, pero nunca modificarlo. Además se abren los periodos de aceptación y finalización de la OPV.
Hay dos tipos de ofertas públicas de venta de acciones: 
- OPV de acciones no cotizadas, son empresas que no han cotizado anteriormente y quieren colocar por primera vez acciones de una empresa en bolsa. Como paso previo necesita una solicitud de admisión a cotización.

- OPV de acciones cotizadas, son empresas que ya cotizan y uno o más accionistas mayoritarios se quieren desprender de ellas.

Las OPV son el mecanismo utilizado normalmente por un gobierno para privatizar sus empresas. En España, el caso más reciente es el de AENA.
Además de la OPV también existe la OPS (oferta pública de suscripción), que consiste en ampliar capital y emitir nuevas acciones antes de venderlas en bolsa. Es decir, la sociedad o empresa mantiene su estructura de accionistas, pero da entrada a nuevos a través de la colocación en bolsa.

## Número de OPVs
El número de nuevas compañías que salen a cotizar en Bolsa se suele considerar como un indicador de la situación económica. En el año 2016 salieron a cotizar al Mercado Continuo de España tres empresas (Telepizza, Dominion y Parques Reunidos) con un montante total de 1.478,7 millones de dólares. En todo el mundo, el número de OPVs fue de 1.055 suponiendo un total de 132.500 millones de dólares.